# Réserve naturelle de Dinghushan
La réserve naturelle de Dinghushan est une réserve de biosphère de l'Unesco située dans la province du Guangdong en Chine.